# BV Большого Пса
BV Большого Пса (лат. BV Canis Majoris) — одиночная переменная звезда в созвездии Большого Пса на расстоянии (вычисленном из значения параллакса) приблизительно 13120 световых лет (около 4023 парсеков) от Солнца. Видимая звёздная величина звезды — от +12,25m до +11,75m.

## Характеристики
BV Большого Пса — красная углеродная пульсирующая полуправильная переменная звезда типа SRB (SRB) спектрального класса C(N).